# Vertikales Marketing
Das vertikale Marketing befasst sich als Teildisziplin des Marketings mit der Beziehung des Herstellers zu nachgelagerten Wirtschaftsstufen innerhalb der Distributionspolitik. Dabei wird die gesamte Absatzkette einbezogen, so dass ein bis hin zum Endkunden reichendes, durchgängiges Marketingkonzept entsteht.
Gerade für Hersteller von Markenartikeln ist die Beziehung zum Einzelhandel von tragender Bedeutung, vertikales Marketing daher auch als „Herstellerstrategie zur Einflussnahme auf den Handel“ definiert. Vertikales Marketing im engeren Sinne wird dabei als koordiniertes, auf den Kunden gerichtetes Marketing von Hersteller und Handel verstanden, vertikales Marketing im weiteren Sinne umfasst auch das auf den Handel gerichtete Marketing des Herstellers.
Die Bedeutung dieses Elements der Marketingstrategie zeigt sich vor dem Hintergrund eines ausgeprägten Angebots an Handelsmarken, die es dem Hersteller zunehmend erschweren, Herstellermarken dauerhaft am Markt zu etablieren. 
Verschiedene Konzepte haben sich im Zeitablauf etabliert:
- Key-Account-Management (seit Beginn der 1980er Jahre)
- Trade Marketing (seit Ende der 1980er Jahre)
- Category Management (seit Beginn der 1990er Jahre)
- Efficient Consumer Response (seit Mitte der 1990er Jahre).